# Dyskografia Halsey
Dyskografia Halsey – amerykańskiej piosenkarki składa się z jednego albumu studyjnego, jednego minialbumu, piętnastu singli, siedmiu teledysków. W czerwcu 2017 r. piosenkarka wydała drugi album studyjny pt. Hopeless Fountain Kingdom. 17 stycznia 2020 roku Halsey wydała trzeci krążek pt. Manic. 

## Albumy

### Albumy studyjne
| Rok  | Dane dot. albumu                                                                            | Najwyższe pozycje na listach | Najwyższe pozycje na listach | Najwyższe pozycje na listach | Najwyższe pozycje na listach | Najwyższe pozycje na listach | Najwyższe pozycje na listach | Najwyższe pozycje na listach | Najwyższe pozycje na listach | Najwyższe pozycje na listach | Najwyższe pozycje na listach | Najwyższe pozycje na listach | Certyfikaty                                                                         |
| Rok  | Dane dot. albumu                                                                            | USA                          | AUS                          | BEL (FL)                     | BEL (WA)                     | CAN                          | DEN                          | FRA                          | ITA                          | NZL                          | SWE                          | GBR                          | Certyfikaty                                                                         |
| ---- | ------------------------------------------------------------------------------------------- | ---------------------------- | ---------------------------- | ---------------------------- | ---------------------------- | ---------------------------- | ---------------------------- | ---------------------------- | ---------------------------- | ---------------------------- | ---------------------------- | ---------------------------- | ----------------------------------------------------------------------------------- |
| 2015 | Badlands - Wydany: 28 sierpnia - Wytwórnia: Astralwerks, Capitol - Format: CD, CC, DL, LP   | 2                            | 2                            | 10                           | 28                           | 3                            | 19                           | 75                           | 34                           | 3                            | 13                           | 9                            | - USA: platynowa płyta - CAN: złota płyta - GBR: złota płyta - POL: platynowa płyta |
| 2017 | Hopeless Fountain Kingdom - Wydany: 2 czerwca - Wytwórnia: Astralwerks - Format: CD, DL, LP | 1                            | 2                            | 14                           | 64                           | 1                            | 24                           | 83                           | 15                           | 6                            | 27                           | 12                           | - USA: platynowa płyta - CAN: złota płyta - POL: złota płyta                        |
| 2020 | Manic - Wydany: 17 stycznia - Wytwórnia: Capitol Records - Format: CD, DL, LP, streaming    |                              |                              |                              |                              |                              |                              |                              |                              |                              |                              |                              | - POL: platynowa płyta                                                              |

### Minialbumy
| Rok  | Dane dot. albumu                                                                       | Najwyższe pozycje na listach |
| Rok  | Dane dot. albumu                                                                       | US                           |
| ---- | -------------------------------------------------------------------------------------- | ---------------------------- |
| 2014 | Room 93 - Wydany: 27 października - Wytwórnia: Astralwerks - Format: CD, DL, 12" vinyl | 159                          |

## Single
| Rok                                                      | Tytuł                                  | Najwyższe pozycje na listach | Najwyższe pozycje na listach | Najwyższe pozycje na listach | Najwyższe pozycje na listach | Najwyższe pozycje na listach | Najwyższe pozycje na listach | Najwyższe pozycje na listach | Najwyższe pozycje na listach | Najwyższe pozycje na listach | Najwyższe pozycje na listach | Najwyższe pozycje na listach | Certyfikaty                                                                         | Album                                 |
| Rok                                                      | Tytuł                                  | USA                          | AUS                          | BEL (FL)                     | CAN                          | CZE                          | DEN                          | FRA                          | IRL                          | ITA                          | SVK                          | GBR                          | Certyfikaty                                                                         | Album                                 |
| -------------------------------------------------------- | -------------------------------------- | ---------------------------- | ---------------------------- | ---------------------------- | ---------------------------- | ---------------------------- | ---------------------------- | ---------------------------- | ---------------------------- | ---------------------------- | ---------------------------- | ---------------------------- | ----------------------------------------------------------------------------------- | ------------------------------------- |
| 2014                                                     | „Hurricane”                            | –                            | –                            | –                            | –                            | –                            | –                            | –                            | –                            | –                            | –                            | –                            | - USA: złota płyta                                                                  | Room 93                               |
| 2014                                                     | „Ghost”                                | –                            | –                            | –                            | –                            | –                            | –                            | –                            | –                            | –                            | –                            | –                            | - USA: złota płyta - AUS: złota płyta                                               | Badlands                              |
| 2015                                                     | „New Americana”                        | 60                           | –                            | 84                           | 57                           | 34                           | –                            | –                            | –                            | 24                           | 28                           | 184                          | - USA: platynowa płyta - ITA: platynowa płyta - NZL: złota płyta - POL: złota płyta | Badlands                              |
| 2016                                                     | „Colors”                               | –                            | 99                           | –                            | –                            | 58                           | –                            | –                            | –                            | 66                           | –                            | –                            | - USA: platynowa płyta - AUS: złota płyta - POL: platynowa płyta                    | Badlands                              |
| 2016                                                     | „Castle”                               | –                            | 76                           | –                            | –                            | –                            | –                            | 143                          | –                            | –                            | –                            | –                            | - USA: platynowa płyta - AUS: złota płyta                                           | Badlands i The Huntsman: Winter's War |
| 2017                                                     | „Not Afraid Anymore”                   | 77                           | 55                           | –                            | 72                           | 85                           | –                            | 72                           | –                            | –                            | –                            | –                            |                                                                                     | Ciemniejsza strona Greya              |
| 2017                                                     | „Now or Never”                         | –                            | –                            | –                            | –                            | –                            | –                            | –                            | –                            | –                            | –                            | –                            |                                                                                     | Hopeless Fountain Kingdom             |
| 2017                                                     | „Him & I” (oraz G-Eazy)                |                              |                              |                              |                              |                              |                              |                              |                              |                              |                              |                              | - POL: 3× platynowa płyta                                                           | The Beautiful & Damned                |
| 2018                                                     | „Eastside” (oraz Benny Blanco, Khalid) |                              |                              |                              |                              |                              |                              |                              |                              |                              |                              |                              | - POL: 2× platynowa płyta                                                           | Friends Keep Secrets                  |
| 2018                                                     | „Without Me”                           |                              |                              |                              |                              |                              |                              |                              |                              |                              |                              |                              | - POL: 3× platynowa płyta                                                           | Manic                                 |
| 2019                                                     | „Nightmare”                            |                              |                              |                              |                              |                              |                              |                              |                              |                              |                              |                              | - POL: złota płyta                                                                  |                                       |
| 2019                                                     | „Graveyard”                            |                              |                              |                              |                              |                              |                              |                              |                              |                              |                              |                              | - POL: złota płyta                                                                  | Manic                                 |
| 2020                                                     | „You Should Be Sad”                    |                              |                              |                              |                              |                              |                              |                              |                              |                              |                              |                              | - POL: platynowa płyta                                                              | Manic                                 |
| 2020                                                     | „Be Kind” (oraz Marshmello)            |                              |                              |                              |                              |                              |                              |                              |                              |                              |                              |                              | - POL: 2x platynowa płyta                                                           | Manic                                 |
| „–” oznacza, że singel nie był notowany na danej liście. |                                        |                              |                              |                              |                              |                              |                              |                              |                              |                              |                              |                              |                                                                                     |                                       |

### Z gościnnym udziałem
| Rok                                                      | Tytuł    | Wykonawca        | Najwyższe pozycje na listach | Najwyższe pozycje na listach | Najwyższe pozycje na listach | Najwyższe pozycje na listach | Najwyższe pozycje na listach | Najwyższe pozycje na listach | Najwyższe pozycje na listach | Najwyższe pozycje na listach | Najwyższe pozycje na listach | Najwyższe pozycje na listach | Najwyższe pozycje na listach | Certyfikaty | Album   |
| Rok                                                      | Tytuł    | Wykonawca        | USA                          | AUS                          | BEL (FL)                     | BEL (WA)                     | CAN                          | DEN                          | FRA                          | ITA                          | NZL                          | SWE                          | GBR                          | Certyfikaty | Album   |
| -------------------------------------------------------- | -------- | ---------------- | ---------------------------- | ---------------------------- | ---------------------------- | ---------------------------- | ---------------------------- | ---------------------------- | ---------------------------- | ---------------------------- | ---------------------------- | ---------------------------- | ---------------------------- | --- | ------- |
| 2016                                                     | „Closer” | The Chainsmokers | 1                            | 1                            | 1                            | 5                            | 1                            | 1                            | 31                           | 2                            | 1                            | 1                            | 1                            | - USA: diamentowa płyta - AUS: 14× platynowa płyta - BEL: 3× platynowa płyta - GBR: 3× platynowa płyta - ITA: 6× platynowa płyta - DEN: 2x platynowa płyta - CAN: 9× platynowa płyta - NZL: diamentowa płyta - SWE: 5× platynowa płyta - POL: diamentowa płyta | Collage |
| „–” oznacza, że singel nie był notowany na danej liście. |          |                  |                              |                              |                              |                              |                              |                              |                              |                              |                              |                              |                              | |         |

## Pozostałe notowane utwory
| Rok                                                      | Tytuł          | Najwyższe pozycje na listach | Najwyższe pozycje na listach | Najwyższe pozycje na listach | Certyfikaty                               | Album                     |
| Rok                                                      | Tytuł          | AUS                          | CZE                          | SVK                          | Certyfikaty                               | Album                     |
| -------------------------------------------------------- | -------------- | ---------------------------- | ---------------------------- | ---------------------------- | ----------------------------------------- | ------------------------- |
| 2016                                                     | „Hold Me Down” | 78                           | 73                           | 66                           | - USA: złota płyta                        | Badlands                  |
| 2016                                                     | „Gasoline”     | –                            | –                            | –                            | - USA: złota płyta - POL: platynowa płyta | Badlands                  |
| 2016                                                     | „Control”      |                              |                              |                              | - POL: złota płyta                        | Badlands                  |
| 2017                                                     | „Sorry”        |                              |                              |                              | - POL: złota płyta                        | Hopeless Fountain Kingdom |
| „–” oznacza, że singel nie był notowany na danej liście. |                |                              |                              |                              |                                           |                           |

### Z gościnnym udziałem
| Rok                                                      | Tytuł         | Wykonawca     | Najwyższe pozycje na listach | Najwyższe pozycje na listach | Najwyższe pozycje na listach | Najwyższe pozycje na listach | Najwyższe pozycje na listach | Najwyższe pozycje na listach | Najwyższe pozycje na listach | Najwyższe pozycje na listach | Najwyższe pozycje na listach | Najwyższe pozycje na listach | Najwyższe pozycje na listach | Certyfikaty                           | Album   |
| Rok                                                      | Tytuł         | Wykonawca     | USA                          | AUS                          | AUT                          | CAN                          | DEN                          | FRA                          | IRL                          | NED                          | NZL                          | SWE                          | GBR                          | Certyfikaty                           | Album   |
| -------------------------------------------------------- | ------------- | ------------- | ---------------------------- | ---------------------------- | ---------------------------- | ---------------------------- | ---------------------------- | ---------------------------- | ---------------------------- | ---------------------------- | ---------------------------- | ---------------------------- | ---------------------------- | ------------------------------------- | ------- |
| 2015                                                     | „The Feeling” | Justin Bieber | 31                           | 22                           | 71                           | 25                           | 33                           | 163                          | 31                           | 25                           | 20                           | 34                           | 34                           | - USA: złota płyta - SWE: złota płyta | Purpose |
| „–” oznacza, że singel nie był notowany na danej liście. |               |               |                              |                              |                              |                              |                              |                              |                              |                              |                              |                              |                              |                                       |         |

## Teledyski
| Rok  | Tytuł                     | Reżyser            |
| ---- | ------------------------- | ------------------ |
| 2014 | „Hurricane”               | Alex De Bonrepos   |
| 2014 | „Ghost” (Room 93 version) | Alex De Bonrepos   |
| 2015 | „Ghost”                   | Malia James        |
| 2015 | „New Americana”           | Jodeb              |
| 2016 | „Colors”                  | Tim Mattia         |
| 2016 | „Castle”                  | Scott Murray       |
| 2017 | „Now or Never”            | Halsey, Sing J Lee |

### Z gościnnym udziałem
| Rok  | Tytuł         | Wykonawca        | Reżyser       |
| ---- | ------------- | ---------------- | ------------- |
| 2015 | „The Feeling” | Justin Bieber    | Parris Goebel |
| 2016 | „Closer”      | The Chainsmokers | Dano Cerny    |